# Port Royal (Jamajka)
Port Royal byl sídlem britské koloniální vlády na Jamajce a hlavní rybářskou a obchodní základnou na ostrově během druhé poloviny 17. století. V červenci 2025 byla archeologická lokalita starého města Port Royal ze 17. století zapsána na seznam Světového dědictví UNESCO.

## Historie
Před tím, než byla Jamajka osídlena Evropany, oblast, kterou nazývali Caguay nebo Caguaya, obývali Taínové. Tito původní obyvatelé Jamajky se zabývali především rybolovem.

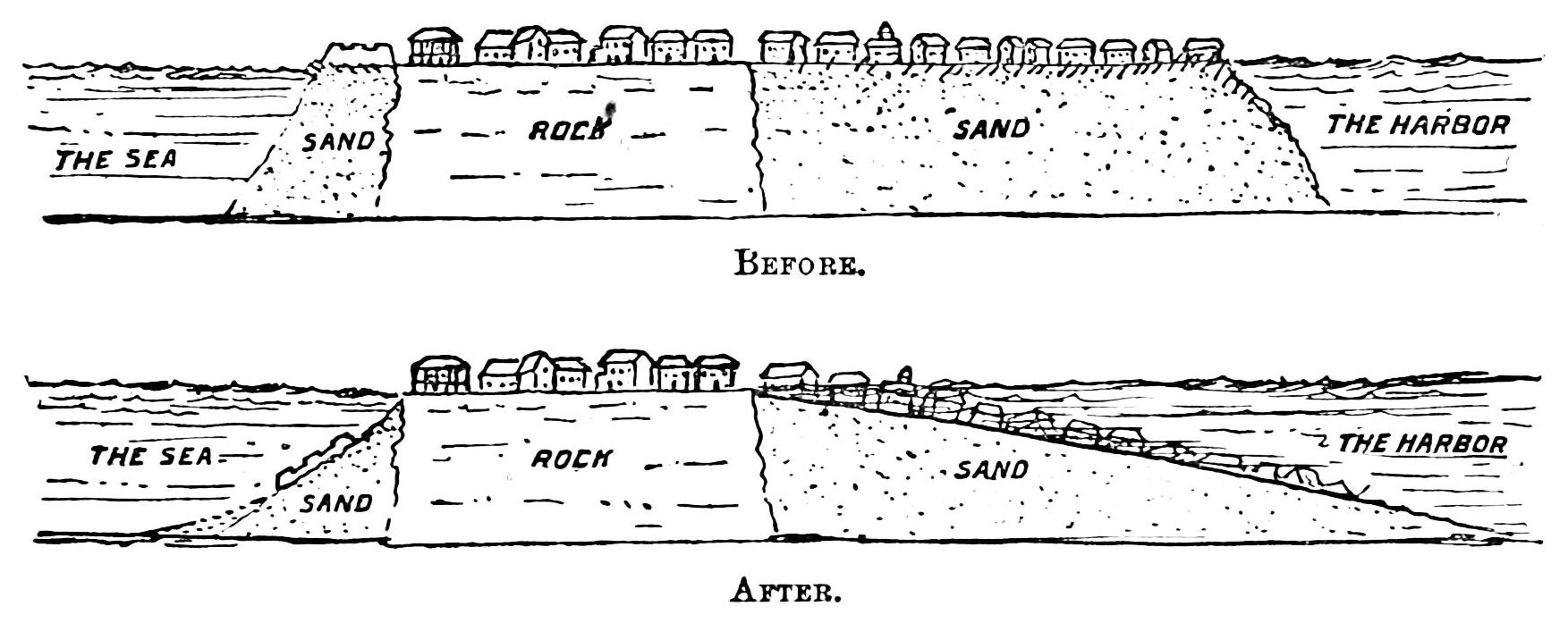
Port Royal před zemětřesením v roce 1692 a po něm

Přístav byl založen Brity v roce 1655 na písečném poloostrově na okraji Kingstonské zátoky. Před Brity oblast kolonizovali Španělé. Španělé poprvé přistáli na Jamajce v roce 1494 pod vedením Kryštofa Kolumba. 

Po jisté období se Port Royal stal útočištěm velkého množství pirátů, korzárů a bukanýrů, kteří se souhlasem Britů útočili na španělské a francouzské lodě v karibském regionu. 7. června 1692 byl téměř kompletně zničen zemětřesením, které vyvolalo vlnu tsunami a způsobilo masivní sesuv písečného terénu. Při této přírodní katastrofě se ocitly přibližně dvě třetiny města pod vodní hladinou. Po této události získalo na významu město Kingston, kam se přesunula obchodní činnost.

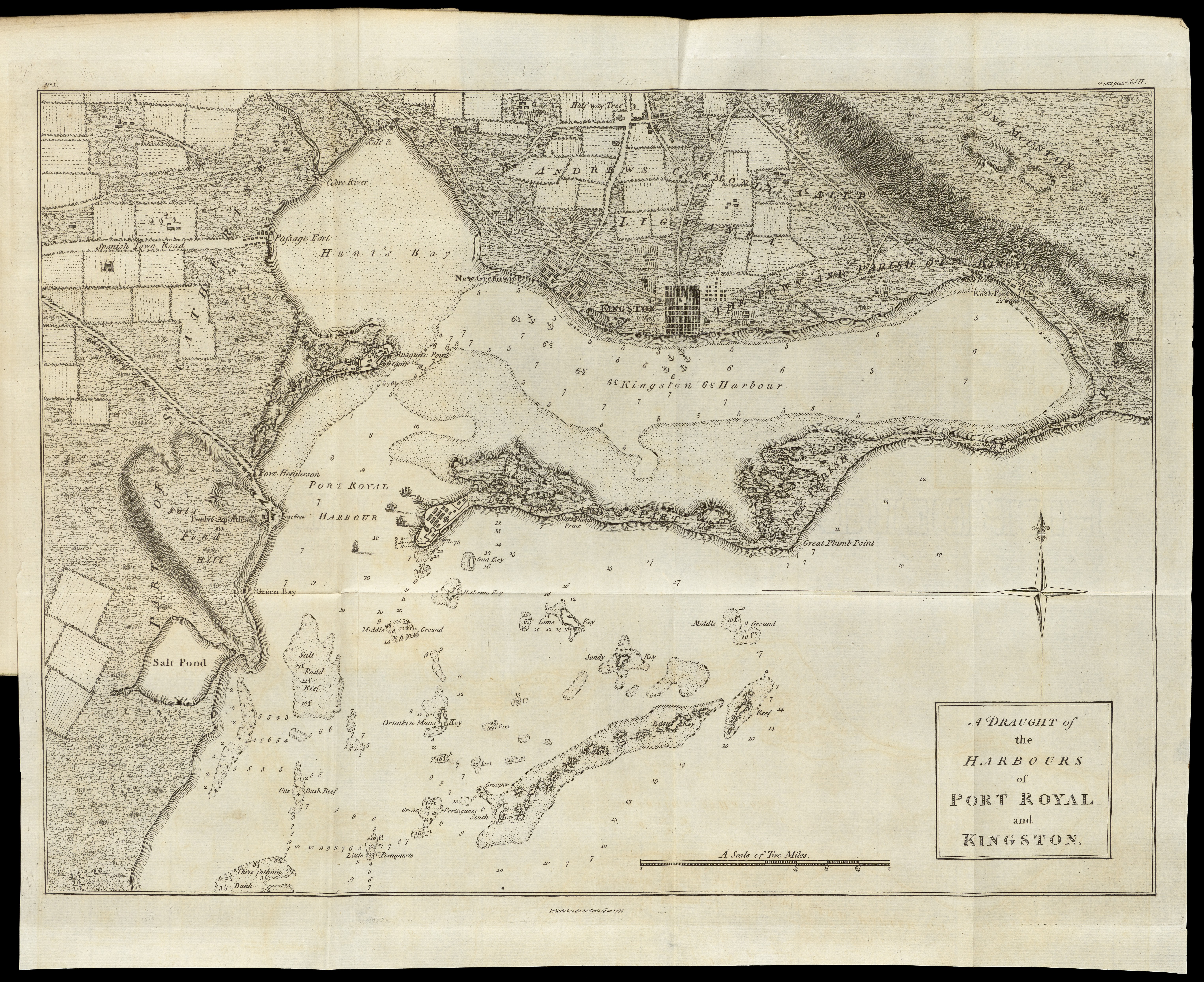
Port Royal a Kingston (historická mapa)

V roce 1907 zasáhlo Jamajku, včetně hlavního města Kingstonu, další velké zemětřesení.

V roce 1999 byly vypracovány plány na přestavbu Port Royal na památkovou turistickou destinaci, která by sloužila výletním lodím. Uvažovalo se o tom, že by se mohlo využít jeho jedinečné dědictví, přičemž základem možných atrakcí by mohly být archeologické nálezy z předkoloniálních a privatýrských let.

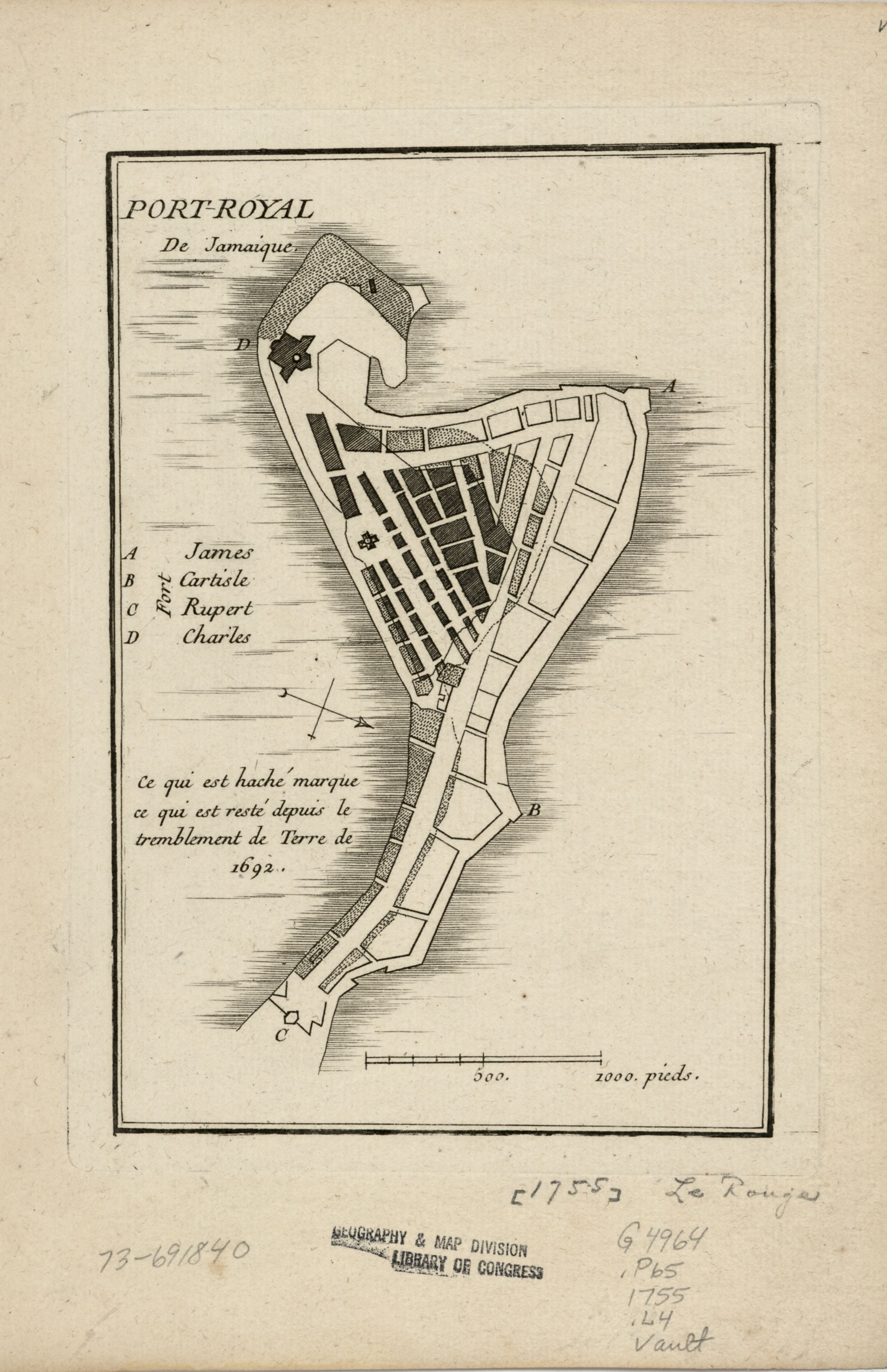
Plánek města Port Royalu 1:7,700 z roku 1755

## V populární kultuře
- V Port Royal se odehrávají scény ve filmech ze série Piráti z Karibiku. Částečně se zde odehrává děj románu Pirátská odysea od Micheala Crichtona a stejně tak děj videohry Assassin's Creed IV: Black Flag.